# Hesperaloe tenuifolia
Hesperaloe tenuifolia (englischer Trivialname „Tropical Hesperaloe“) ist eine Pflanzenart der Gattung Hesperaloe in der Familie der Agavengewächse.  Das Epitheton der Art bedeutet „dünnblättrig“. 

## Beschreibung
Hesperaloe tenuifolia ist stammlos und bildet offene, kleine bis 50 cm breite Klumpen. Die variablen, gebogenen, linealischen Laubblätter sind 50 bis 100 cm lang. An der Basis 5 bis 10 mm breit, zum Ende spitz zulaufend. An den Blatträndern befinden sich flexible feine, weiße Randfasern.
Der verzweigte Blütenstand wird 1,5 bis 2 m lang. Die dunkelrosa bis roten nachtblühenden radförmigen Blüten sind 30 mm lang und 25 mm breit. Die Art blüht wie Hesperaloe nocturna nachts. Die Blüten öffnen sich kaum. Die Blühperiode ist von April bis Mai.
Die in der Reife eiförmigen, holzigen Kapseln sind 20 bis 30 mm lang und bis 25 mm breit. Die strukturierten schwarzen Samen sind bis 10 mm lang, 5 bis 7 mm breit und 1 mm dick. Die Samenreife ist je nach Blütezeit von Juni bis Juli.
Charakteristisch sind die dünnen langen Blätter mit den feinen Randfasern. Sie ist in Sammlungen in den USA vertreten, jedoch in Europa unbekannt.

## Verbreitung und Systematik
Hesperaloe tenuifolia ist in einem begrenzten Gebiet nordöstlich von Álamos in Mexiko im Bundesstaat Sonora in 1500 m Höhe angesiedelt. Sie ist nur vom Typstandort bekannt. Die Art wächst an abfallenden Hügeln vergesellschaftet mit Dasylirion-Arten. 
Die gültige Beschreibung durch Gregory Dirk Starr unter dem Namen Hesperaloe tenuifolia ist 1997 veröffentlicht worden.